# ملبيغة هاريسية
ملبيغيا هاريسية (الاسم العلمي:Malpighia harrisii) هي نوع من النباتات تتبع جنس الملبيغيا من الفصيلة الملبيغية.